# Егинска война
Егинската война (на гръцки: Αίγινα – Aígina; на латински: Aegina конфликт между Атина и остров Егина през началото на 5 век пр.н.е.
През 456 пр.н.е. Егина е завладяна от Атина и задължена да се включи в Атинския съюз и трябва да плаща големи трибути на Атина.